# Giovanni Pontano
Giovanni Pontano, nome latino: Joannes Jovianus Pontanus  (Cerreto di Spoleto, Úmbria, 7 de maio de 1426 — Nápoles, 17 de setembro de 1503) foi um humanista e poeta italiano.
Fundou a Academia Napolitana (1471), escreveu numerosos tratados sobre filosofia moral e da natureza, canções de embalar e poesia pastoril em latim. Em 1485 foi coroado poeta pelo Papa Inocêncio VIII.

## Principais obras
- Amorum libri (1455-58)
- Charon (1467-91)
- Urania (1476)
- Asinus (1486-90)
- De Obedientia (1485)
- Antonius (1487)
- Meteororum libri (1490)
- Hendecasyllabi seu Baiarum libri (1490-1500)
- De principe (1493)
- De liberalitate (1493)
- Lepidina (1496)
- Actius (1499)
- Aegidium (1501)
- De hortis Hesperidum (1501)
- De fortuna (1501)